# Юго-Западный округ ПВО
Юго-Западный округ противовоздушной обороны — оперативно-стратегическое территориальное объединение Войск ПВО Вооружённых Сил СССР, существовавшее в период с 1946 года по 1948 год, для выполнения задач противовоздушной обороны административных и экономических объектов Советского Союза.

## Формирование округа
Юго-Западный округ ПВО образован 25 октября 1945 года на базе Юго-Западного фронта ПВО в связи с переходом Вооруженных Сил СССР на штаты мирного времени на основании Директивы Генерального штаба ВС СССР.

## Переформирование округа
Управление Юго-Западного округа ПВО 14 августа 1948 года в соответствии с Директивой Генерального штаба ВС СССР переформировано в Управление Донбасского района ПВО I-й категории.

## Командующий
- генерал-полковник артиллерии Зашихин, Гавриил Савельевич, с 10.1945 г. по 08.1948 г.[3]

## Боевой состав округа
В состав округа вошли:
- Бакинский истребительный авиационный корпус ПВО[4] (Баку);
- 17-й корпус ПВО (Баку);
- 8-я бригада ПВО (Тбилиси, Батуми);
- 14-я бригада ПВО (Одесса, Николаев);
- 41-я дивизия ПВО (Киев, Житомир);
- 44-я дивизия ПВО (Львов, Могилев-Подольский);
- 45-я дивизия ПВО (Ростов-на-Дону, Харьков, Запорожье);
- 21-я воздушная истребительная армия ПВО:
  - 2-я гвардейская истребительная авиационная Сталинградская дивизия ПВО[4] (Ростов-на-Дону);
  - 120-я истребительная авиационная дивизия ПВО[4] (Киев);
  - 121-я истребительная авиационная дивизия ПВО[4] (Львов, Могилев-Подольский);
  - 123-я истребительная авиационная дивизия ПВО[4] (Одесса, Николаев);
  - 126-я истребительная авиационная дивизия ПВО[4] (Тбилиси, Батуми);
  - 127-я истребительная авиационная дивизия ПВО[4] (Харьков, Запорожье);
  - 148-я истребительная авиационная дивизия ПВО[4] (Житомир);
- части обеспечения.

С лета 1947 года в состав округа передана 21-я воздушная истребительная армия ПВО с перебазированием штаба из города Львов в Харьков, с февраля 1949 года переименована в 66-ю ВИА ПВО, а с октября 1949 года в 32-ю ВИА ПВО.

### Вооружение
Всего предполагалось наличие 1352 самолета-истребителя, 617 зенитных орудия и 30 РЛС в частях ВНОС.

## Базирование штаба
| Период                  | Город   |
| ----------------------- | ------- |
| 25.10.1945 - 18.08.1948 | Харьков |